# Marie Feyler
Marie Feyler, née le 1er novembre 1865 à Lausanne où elle est morte le 26 juin 1947, est une médecin et féministe suisse.
Elle est la première femme vaudoise diplômée de la Faculté de médecine de Lausanne en 1904 et l'une des premières étudiantes de cette faculté. Elle fait également partie des fondatrices de la Goutte de lait à Lausanne et de l'Association vaudoise pour le suffrage féminin. Elle s'est engagée pour le suffrage féminin en Suisse.

## Biographie

### Origines et famille
Marie Feyler nait le 1er novembre 1865 à Lausanne.
Sa famille, originaire de Romanel-sur-Lausanne, arrive dans le canton de Vaud depuis Baden en Allemagne en 1857[réf. souhaitée]. Elle a un frère aîné, Fernand Feyler, avocat, journaliste puis professeur de sciences militaires à l'École polytechnique fédérale de Zurich. Leur père, Adolphe Feyler, est pharmacien à Lausanne, établi à la rue Saint-Laurent[réf. nécessaire] ; leur mère est née Marianne-Augustine Lecomte.
Le colonel Ferdinand Lecomte est son oncle maternel.

### Études
Comme son père ne lui permet pas au début d'étudier la médecine, elle commence une formation de musicienne à Stuttgart. De retour à Lausanne, elle se consacre secrètement à des études scientifiques et médicales dès 1892 et ne peut officiellement entamer des études universitaires qu'après avoir réussi un examen intermédiaire en 1894. Elle est l'une des premières étudiantes de l'Université de Lausanne.

### Carrière
Marie Feyler devient en 1895 la première femme membre de la Société vaudoise des sciences naturelles. En 1901, elle devient la première femme du canton de Vaud à recevoir un doctorat en médecine de la Faculté de médecine de l'Université de Lausanne. Après un an d'internat à la clinique des enfants de l'Hôpital cantonal de Lausanne, elle obtient l'autorisation d'exercer la médecine dans le canton en 1902[réf. souhaitée]. À l'âge de 37 ans, elle crée son propre cabinet de médecin de famille à Lausanne, où elle exerce principalement comme gynécologue et pédiatre[réf. souhaitée].

### Engagements
En 1904, elle fonde avec Mme Sutter-Ruffy et A. Robichon le centre de conseil La Goutte de lait sur le modèle de la La Goutte de lait en France pour aider les familles modestes à s'occuper des jeunes enfants et des nourrissons. Elle dirige l'institut de pédiatrie jusqu'en 1936. Lors de l'Exposition internationale de l'hygiène de Dresde en 1911, elle reçoit un prix pour cette initiative sociale.
En 1906, Marie Feyler fonde l'organisation La Clé des Champs avec Mme Béranger. L'organisation planifie des vacances pour les femmes et les jeunes filles dans une colonie de vacances de la campagne de Mézières. La même année, avec son frère, l'éditeur et professeur d'histoire militaire Fernand Feyler, elle s'engage dans la lutte contre l'abus d'absinthe.
Elle s'engage également en faveur du suffrage féminin en Suisse. En 1907 elle fonde avec Antonie Girardet-Veille l'Association vaudoise pour le suffrage féminin.
Pendant la guerre gréco-turque en 1912, elle est membre du service auxiliaire de l'Ambulance Vaud-Genève à Janina, en Épire, et pendant la Première Guerre mondiale en Roumanie et dans un hôpital de Bourg-en-Bresse. Pour son travail dans le service médical, elle fut honorée par la reine grecque Olga en 1914 , et en 1921 elle fut admise dans la Légion d'honneur par le gouvernement français,.
Marie Feyler participe aux premières organisations de femmes médecins en Suisse et à l'étranger. En 1919, elle assiste au premier congrès mondial de la Medical Women's International Association (en) à New York. En 1922, elle participe à la fondation de l'Association des femmes médecins suisses et organise le deuxième congrès de l'Association internationale des femmes médecins à Genève.

### Décès
Elle meurt le 26 juin 1947 à Lausanne, à la Clinique de La Source, dans sa 82e année, après avoir souffert de troubles cardiaques.

## Hommage posthume
En 2002, la Bibliothèque universitaire de médecine du CHUV à Lausanne a donné à une section nouvellement ouverte le nom d'Espace Marie Feyler, en hommage à cette pionnière du domaine médical.